# Космічний фонтан

Схема показує пристрій космічного фонтану. Motor-мотор фонтану. Vacuum tube — вакуумна труба. Elevator — ліфт. Particle stream — потік часток. Station magnet — станція перенаправлення частинок.

Космічний фонтан — будова з доставки вантажів на орбіту. Є альтернативою  космічному ліфту, який на відміну від космічного фонтану повинен мати висоту 36 тисяч кілометрів (висота ГСО) і розташовуватися на екваторі. На відміну від оригінальної конструкції космічного ліфта, фонтан є надзвичайно високою вежею, оскільки така висока башта не може підтримати свою вагу з використанням традиційних матеріалів, планується що ця вага буде підтримуватися наступним чином: усередині вежа буде порожня, всередині цієї порожнини знаходяться спеціальне гранульована речовина. Це речовина, після передачі їй кінетичної енергії, швидко рухається вгору від нижньої частини башти і передає цю енергію у верхній частині, після чого під впливом сили тяжіння падає назад, це буде утримувати башту від падіння. Вантажі космічним фонтаном можна піднімати двома способами: за допомогою спеціальних систем на зразок ліфта в будівлях або з потоком гранул.

## Будівництво
На відміну від традиційного  космічного ліфта, який повинен бути побудований з ГСО, космічний фонтан може бути побудований повільно від поверхні Землі. Темпи будівництва повністю керовані і можна зупинити будівництво башти на будь-якій висоті. Башта буде здатна підняти все корисне навантаження, потрібне для її власного будівництва.

## Переваги в порівнянні з космічним ліфтом
- Космічний фонтан може бути побудований із застосуванням вже наявних на сьогоднішній момент технологій.[1] Він не вимагає екзотичних матеріалів (таких як нанотрубки), на відміну від космічного ліфта.
- Космічний фонтан може бути побудований від Землі, а не з ГСО як у випадку з космічним ліфтом.
- Космічний фонтан може бути побудований в будь-якій точці на землі, а не тільки на екваторі.
- Космічний фонтан може бути побудований на небесних тілах з дуже малою швидкістю обертання, наприклад: Місяць, Венера.
- Космічний фонтан не так сильно схильний до ризику потрапляння в нього космічного сміття, через те, що його розмір менше ніж у космічного ліфта.[1]

## Недоліки в порівнянні з космічним ліфтом
Його основний недолік це те, що він є активною структурою і тому вимагає постійної енергії.

## Інші способи застосування технології
- Замкнутий контур системи може бути використаний для накопичення енергії, подібно до маховика, забезпечуючи вирівнювання навантаження для наземних енергосистем. У перспективі він може використовуватися для передачі енергії.

- Дуже маленький фонтан може бути використаний для побудови високих антени. Більший (заввишки десять кілометрів і більше), може бути побудований для радіо та телевізійних передач на величезні області порівнянних за розміром з Європою.

- Фонтан може також виявитися економічною альтернативою для супутників зв'язку в деяких малих державах в Тихому океані.[1]

- Ліфт і оглядовий майданчик також можуть бути додані як туристична пам'ятка.[1]